# Ричмонд (Каліфорнія)
Ричмонд (англ. Richmond) — місто (англ. city) в США, у західній частині округу Контра-Коста (Каліфорнія), та у східній частині затоки Сан-Франциско. Населення — 116 448 осіб (2020).

## Географія
Ричмонд розташований за координатами 37°57′11″ пн. ш. 122°21′34″ зх. д. / 37.95306° пн. ш. 122.35944° зх. д. (37.952974, -122.359353).  За даними Бюро перепису населення США в 2010 році місто мало площу 135,92 км², з яких 77,88 км² — суходіл та 58,05 км² — водойми.

## Демографія
Згідно з переписом 2010 року, у місті мешкала 103 701 особа в 36 093 домогосподарствах у складі 24 018 родин. Густота населення становила 763 особи/км².  Було 39328 помешкань (289/км²).
Расовий склад населення:
| - 31,4 % — білих - 26,6 % — чорних або афроамериканців - 13,5 % — азіатів - 0,6 % — корінних американців - 0,5 % — вихідців з тихоокеанських островів - 21,8 % — осіб інших рас |

До двох чи більше рас належало 5,6 %. Частка іспаномовних становила 39,5 % від усіх жителів.
За віковим діапазоном населення розподілялося таким чином: 24,9 % — особи молодші 18 років, 64,9 % — особи у віці 18—64 років, 10,2 % — особи у віці 65 років та старші. Медіана віку мешканця становила 34,8 року. На 100 осіб жіночої статі у місті припадало 94,8 чоловіків;  на 100 жінок у віці від 18 років та старших — 92,0 чоловіків також старших 18 років.
Середній дохід на одне домашнє господарство  становив 72 575 доларів США (медіана — 55 102), а середній дохід на одну сім'ю — 77 650 доларів (медіана — 59 624). Медіана доходів становила 43 005 доларів для чоловіків та 41 788 доларів для жінок. За межею бідності перебувало 17,5 % осіб, у тому числі 24,7 % дітей у віці до 18 років та 8,5 % осіб у віці 65 років та старших.
Цивільне працевлаштоване населення становило 49 438 осіб. Основні галузі зайнятості: освіта, охорона здоров'я та соціальна допомога — 20,7 %, науковці, спеціалісти, менеджери — 13,5 %, мистецтво, розваги та відпочинок — 12,0 %, роздрібна торгівля — 11,8 %.

## Історія
Першими мешканцями цієї місцевості були індіанці-олони, що проживали там, як вважається, вже 5 000 років тому. Вони говорили мовою чоченьйо і займались мисливством, збиральництвом і вогнево-підсічним рільництвом.
Назва «Ричмонд» прозвучала за більш ніж 50 років до утворення міського поселення. Едмунд Рендольф, уродженець Ричмонда у Вірджинії, представляв місто Сан-Франциско на перших законодавчих зборах Каліфорнії в Сан-Хосе в грудні 1849 року. Саме він переконав федеральну топографічну партію згадати об'єкти Point Richmond і Richmond на геодезичній мапі узбережжя 1854 року. Цю мапу використовувала залізнична компанія San Francisco and San Joaquin Valley Railroad; на 1899 рік на мапах цієї залізниці вже була назва Пойнт-Ричмонд Авеню (Point Richmond Avenue), яку носила дорога округу, що пізніше стала Барретт Авеню, однією з центральних вулиць Ричмонда.
У Ричмонді закінчувалась залізниця Atchison, Topeka and Santa Fe Railroad. Перше поштове відділення відкрите в 1900 році.
Місто було засноване й отримало статус міського поселення в 1905 році, виділене із залізничного відводу Ранчо Сан-Пабло (Rancho San Pablo, цю назву успадкувало поруч розташоване місто Сан-Пабло). До впровадження сухого закону місто мало найбільший обсяг виноробного виробництва в світі. Починаючи з 1917 року і протягом 1920-х у місті активно діяв Ку-клукс-клан. У 1930 році компанія Форда відкрила тут завод зі складання автомобілів (Richmond Assembly Plant), що був переведений до Мілпітаса в 1956 році.
У 2006 році місто відсвятковало свій сторічний ювілей. Він збігся з масштабними роботами з реконструкції і благоустрою міської магістралі Макдональд Авеню. Старий депресивний торгівельний район уздовж її власті штату визнали «Головним районом-вулицею» (Main Street District), тому на роботи з його благоустрою були виділені субсидії.

### Клімат
| Клімат : Ричмонд      | Клімат : Ричмонд | Клімат : Ричмонд | Клімат : Ричмонд | Клімат : Ричмонд | Клімат : Ричмонд | Клімат : Ричмонд | Клімат : Ричмонд | Клімат : Ричмонд | Клімат : Ричмонд | Клімат : Ричмонд | Клімат : Ричмонд | Клімат : Ричмонд | Клімат : Ричмонд |
| Показник              | Січ.             | Лют.             | Бер.             | Квіт.            | Трав.            | Черв.            | Лип.             | Серп.            | Вер.             | Жовт.            | Лист.            | Груд.            | Рік              |
| Середній максимум, °C | 14,2             | 16,2             | 17,9             | 19,3             | 20,6             | 22,3             | 21,9             | 22,4             | 23,6             | 22,3             | 18,1             | 14,3             | 19,4             |
| Середній мінімум, °C  | 6,4              | 7,7              | 8,6              | 9,7              | 11,2             | 12,6             | 13,2             | 13,5             | 13,5             | 12,0             | 9,3              | 6,6              | 10,4             |
| Норма опадів, мм      | 122              | 118              | 88               | 41               | 20               | 5                | 0                | 2                | 4                | 35               | 81               | 116              | 630              |
| Днів з опадами        | 10,5             | 10,0             | 9,3              | 5,3              | 3,1              | 0,9              | 0,1              | 0,2              | 1,2              | 3,3              | 7,3              | 9,4              | 60,6             |
| --------------------- | ---------------- | ---------------- | ---------------- | ---------------- | ---------------- | ---------------- | ---------------- | ---------------- | ---------------- | ---------------- | ---------------- | ---------------- | ---------------- |
| Джерело: NOAA         |                  |                  |                  |                  |                  |                  |                  |                  |                  |                  |                  |                  |                  |

## Згадки у медіа і мистецтві
Події фільму «Тренер Картер» відбуваються у Ричмонді. Фільм, заснований на реальних подіях, розповідає про баскетбольного тренера Кена Картера, який заборонив гравцям своєї команди виходити на баскетбольний майданчик, поки вони не покращать свої шкільні оцінки.